# 프란시스 레더러

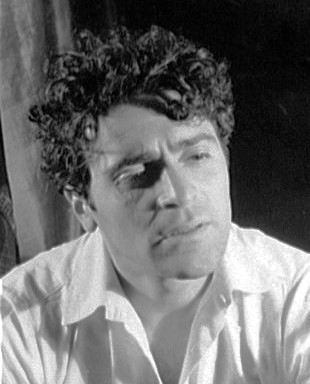

프란시스 레더러(Francis Lederer, 1899년 11월 6일 ~ 2000년 5월 25일)는 미국의 미술품 수집가, 연극 배우, 영화배우이다.
팜스프링스에서 사망하였다.

## 영화
- 벤 케이시 (1961년)
- 테러 이즈 어 맨 (1959년)
- 리턴 오브 드라큐라 (1958년)
- 대사의 딸 (1956년)
- 캡틴 캐리 USA (1950년) - 바론 로코 드 그라피 역
- 하녀의 일기 (1946년)
- 나치 스파이의 고백 (1939년) - 커트 슈나이더 역
- 명랑한 사기 (1935년)
- 행복의 추구 (1934년)
- 허 마제스티, 러브 (1931년)
- 판도라의 상자 (1929년) - 알바 쇤 역